# Vampirella número 79
El número 79 de "Vampirella", en su versión estadounidense, se publicó en julio de 1979, con el siguiente contenido:
- Portada de Jordi Peñalva
- Vampirella: Shanghaied, 12 p. de Bill DuBay/Gonzalo Mayo
- Edward & Griselda, 10 p. de Cary Bates/Val Mayerik & Joe Rubenstein
- En "Creo que la retendré"" (I Think I'll Keep Her), 8 p. de Cary Bates/Rafael Auraleón, el rico Dean Hypes regresa en barco a Nueva York con su esposa Alisha convertida en zombi, pues no había encontrado otra forma de salvarla de la muerte que recurrir al ritual de una bruja en Haití.
- "La noche del calamar" ("Night of the Squid"), 9 p. de Michael Fleischer/José Ortiz, muestra una estructura de rescate en el último minuto en torno a los intentos de una mente humana alojada en el cuerpo de un calamar por volver a ser transferida a su cuerpo original antes de que el proceso se vuelva irreversible.
- Fungus, 11 p. de Archie Goodwin/Leopoldo Duranona, con fotos del segundo y Hilda Lizarazu